# Final Fantasy: The 4 Heroes of Light
Final Fantasy: The 4 Heroes of Light (яп. 光の４戦士 ファイナルファンタジー外伝 Последняя фантазия: 4 воина света) — японская ролевая игра для портативного устройства Nintendo DS, разработанная студией Matrix Software и выпущенная компанией Square Enix в конце 2009 года, является спин-оффом серии Final Fantasy. В центре сюжета — путешествие мальчика по имени Брандт, которого на 14-летие вызвал король и отправил спасать принцессу, похищенную злой ведьмой.
В Японии игра вышла как Final Fantasy Gaiden, и это уже второе ответвление серии со словом «гайдэн» в названии — ранее с той же припиской была издана Final Fantasy Adventure, известная как Seiken Densetsu: Final Fantasy Gaiden. Однако каких-либо других общих черт у этих двух игр нет. Впервые о разработке The 4 Heroes of Light стало известно с появлением официального сайта с таймером отсчёта времени до релиза. Релиз планировался на 6 июля 2009 года, но позже в журнале Shonen Jump была объявлена новая дата — 29 октября.

## Игровой процесс
Продюсер Томоя Асано охарактеризовал игру «классической фэнтезийной РПГ, использующей современные технологии». Сражения с противниками происходят по случайному принципу и протекают в пошаговом режиме, что напоминает ранние части Final Fantasy, издававшиеся для консоли Nintendo Entertainment System. Существенное отличие — магия применяется персонажами без магических очков, а с помощью специальной команды «Charge». Всего в игре представлены четверо героев, для каждого из которых можно выбрать любую профессию.

## Отзывы и критика
| Сводный рейтинг    | Сводный рейтинг |
| Агрегатор          | Оценка          |
| ------------------ | --------------- |
| GameRankings       | 74,14 %         |
| Metacritic         | 71/100          |
| Иноязычные издания |                 |
| Издание            | Оценка          |
| 1UP.com            | B+              |
| Eurogamer          | 7/10            |
| Famitsu            | 33/40           |
| Game Informer      | 6/10            |
| IGN                | 8,0/10          |
| Nintendo Life      | 9/10            |
| RPGFan             | 82 %            |
| RPGamer            | 3/5             |

Японский журнал Famitsu дал игре 33 балла из 40, в одном из обзоров отметив, что «сюжет, музыка и прочее пробуждают воспоминания о прежних временах, а смешанные с ними нововведения в геймплее придают игре небывалую свежесть». После первой недели продаж игра заняла в японских чартах второе место, было реализовано 115 тысяч копий. К концу ноября 2009 года было продано 178 тысяч экземпляров. Игра, кроме того, демонстрировалась на выставке Electronic Entertainment Expo 2010 и получила там положительную прессу, а сайт GameTrailers назвал её лучшей игрой для NDS, представленной на мероприятии.